# بصرصر
بصرصر هي قرية تابعة لناحية مشتى الحلو في منطقة صافيتا في محافظة طرطوس في سوريا، ويبلغ عدد سكانها 1150 نسمة، وكان عدد سكانها في سنة 1933 قرابة 220 نسمة.